# Хуго Беккер
Хуго Беккер (нім. Hugo Becker; 13 лютого 1863, Страсбург — 30 липня 1941, Грюнвальд) — німецький віолончеліст, композитор і музичний педагог. Син Жана Беккера.

## Біографія
Вчився грати на скрипці у свого батька, потім перейшов на віолончель, навчаючись спершу у Мангеймського музиканта Канута Кундінгера, потім у Луїса Шпітцера, товариша свого батька по Флорентійському квартету. До 15 років Беккер вже грав на віолончелі в Мангеймському придворному оркестрі, з 17 років виступав у складі сімейного фортепіанного квартету на чолі з батьком (партію альта грав його брат Ганс, партію фортепіано — їх сестра Жанна).
Надалі він навчався у Альфредо Піатті, Жюля де Сверта та Фрідріха Грюцмахера, не будучи формально учнем Карла Давидова, він, на думку сучасників, зазнав його помітний вплив. Широко гастролював по Європі (в тому числі в Росії в 1891, 1897 та 1902 роках) і США, грав у фортепіанному тріо разом з Ферруччо Бузоні та Еженом Ізаї, пізніше — разом з Артуром Шнабелем та Карлом Флешем.
З 1884 року був першим віолончелістом в оркестрі Франкфуртської опери і викладав у франкфуртській консерваторії Хоха, грав у відомому Франкфуртському тріо (разом з піаністом Джеймсом Квастом і скрипалем Віллі Гессом).
З 1902 року Беккер був професором Стокгольмської академії музики, з 1909 — Берлінської Вищої школи музики. Серед відомих учнів Беккера — Енріко Майнарді, Пауль Грюммер, Григорій П'ятигорський, Борис Гамбург.

## Творчий доробок
Беккер — автор концерту для віолончелі з оркестром, сюїти «З життя лісовика» (нім. Aus dem Leben des Waldschrat), інших творів для віолончелі, а також книги «Механіка і естетика віолончельної гри» (нім. Mechanik und Ästhetik des Violoncellospiels; 1929, спільно з фізіологом Даго Ринаром).